# Fabianny Deschamps
Fabianny Deschamps est une réalisatrice française née en 1975.

## Biographie
Fabianny Deschamps a suivi des études de théâtre avant de travailler pour le cinéma, d'abord comme décoratrice, puis comme réalisatrice.
Elle  écrit et réalise quatre courts métrages, tout en continuant en parallèle à expérimenter des formes et mélanger les médiums, que ce soit au théâtre ou dans le champ de l’installation et de la performance.
En 2011, elle commence le tournage de New Territories en Chine et à Hong Kong dans une volonté proche de ce qu’on peut appeler le cinéma de guérilla. Le film, une fiction détournant l’image documentaire, travaille un fait divers étouffé par le gouvernement chinois. Le film interprété par Eve Bitoun et Yilin Yang sortira en salle en 2014. 
Elle poursuivra cette quête d’hybridation avec Isola un film tourné dans l’urgence des débarquements de réfugiés en Sicile et à Lampedusa en 2014 et 2015, plongeant des personnages fictifs interprétés par Yilin Yang, Yassine Fadel et Enrico Roccaforte dans la réalité de l’actualité. Le film sortira en 2016.
Ses deux longs métrages, New Territories et Isola, ont été présentés au festival de Cannes dans la sélection de l'ACID, association qu'elle a coprésidée ensuite avec Régis Sauder en 2017.

## Filmographie

### Courts métrages
- 2001 : Histoires de bonzaï
- 2003 : En mon sein
- 2006 : Le Grand Bassin
- 2008 : La Lisière

### Longs métrages
- 2014 : New Territories
- 2016 : Isola